# Brestovița, Plovdiv
Brestovița (în bulgară Брестовица) este un sat în comuna Rodopi, regiunea Plovdiv,  Bulgaria. 

## Demografie
Componența etnică a satului Brestovița
     Bulgari (58,8%)
     Romi (5,06%)
     Nicio identificare (36,13%)
     Altele (0,25%)
La recensământul din 2011, populația satului Brestovița era de 3.534 locuitori. Din punct de vedere etnic, majoritatea locuitorilor (58,8%) erau bulgari, cu o minoritate de romi (5,06%). Pentru 36,13% din locuitori nu este cunoscută apartenența etnică.